# عبد الله رجب (لاعب كرة قدم)
عبد الله رجب (26 أكتوبر 1977 بمصر - ) هو لاعب كرة قدم مصري في مركز الوسط. شارك مع منتخب مصر لكرة القدم. أما مع النوادي، فقد لعب مع النادي المصري ونادي إنبي ونادي تليفونات بني سويف ونادي طلائع الجيش.

## وصلات خارجية
- عبدالله رجب على موقع قاعدة بيانات كرة القدم.إي يو (الإنجليزية)